# Hotel Bayerischer Hof Dresden

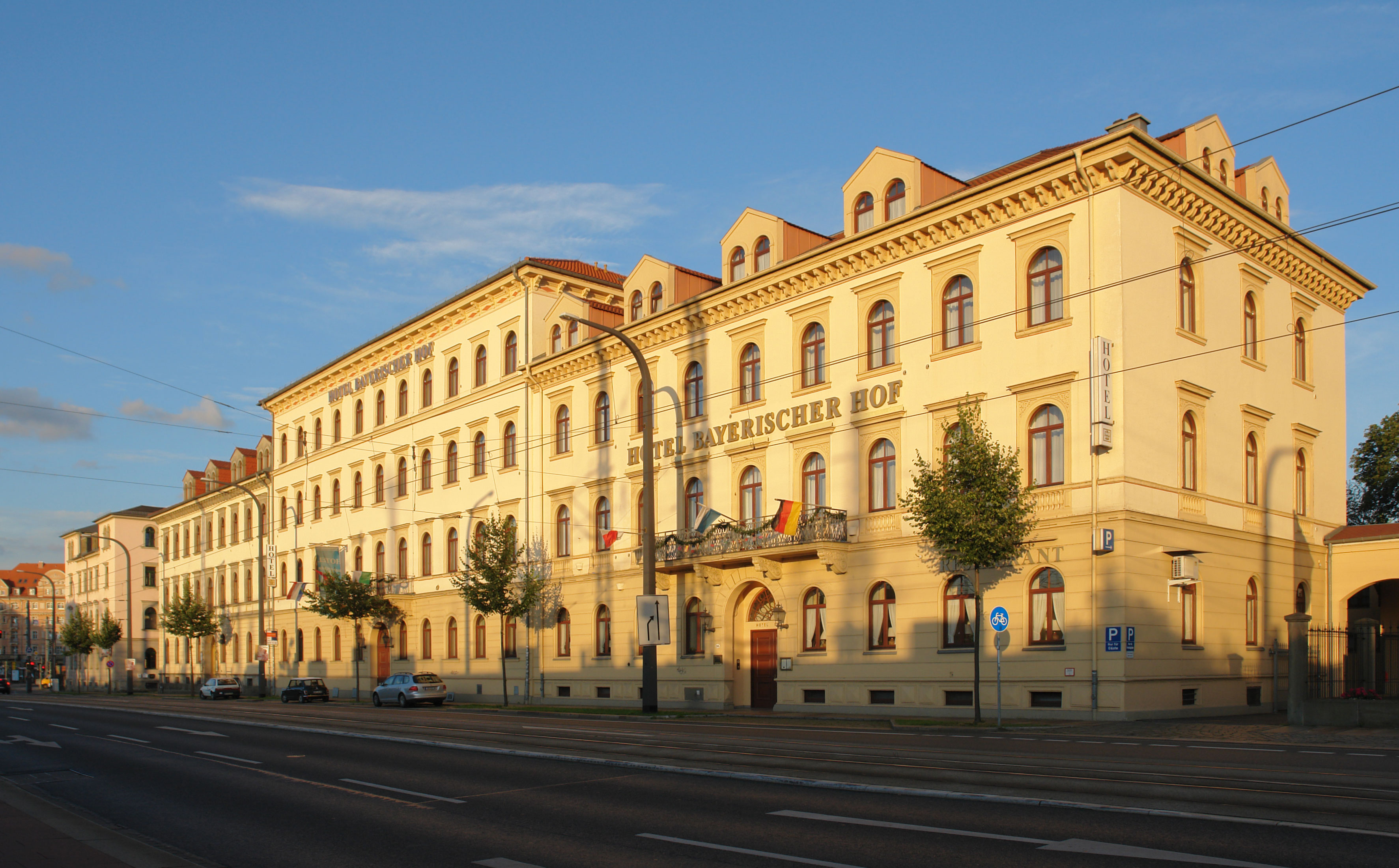
Das Hotel Bayerischer Hof in Dresden

Das Hotel Bayerischer Hof Dresden ist ein Vier-Sterne-Hotel in Dresden.

## Hotel
Das Hotel liegt in der Antonstraße 33 in der westlichen Inneren Neustadt. Der Bahnhof Dresden-Neustadt liegt 200 Meter nördlich gegenüber. Das Hotel hat 56 Zimmer und Suiten.

## Geschichte

Das Hotel circa 1930

1855 wurde das Patrizierhaus erbaut. Es wurde von Anfang an als Hotel genutzt. Ab 1856 als Hotel Royal, Inhaber war ein Herr Knauth. Der Hotelname blieb, ab 1877 allerdings unter einem neuen Betreiber, Herrn Bauer. Dieser benannte das Hotel 1896 in Bauers Hotel Royal um. Ab 1911 hieß es Hubrich's Hotel Royal, in den Jahren 1916 und 1918 Hotel Royal. Ab 1930 war es „Fremdenhof und Gaststätte für jedermann“ unter dem Namen Hotel Bundeshaus, betrieben vom Sächsischen Gemeindebeamtenbund. Es verfügte über Sitzungs- und Gesellschaftsräume, einen parkähnlichen Garten und 5 Garagen. Ab 1935 firmierte es unter Hotel Reichshof und war zu dieser Zeit Sitz der Mobiliarbrandversicherungskasse.
Das Hotel Bayerischer Hof Dresden steht unter Denkmalschutz. Der Bahnhof Dresden-Neustadt gegenüber wurde 1901 gebaut.

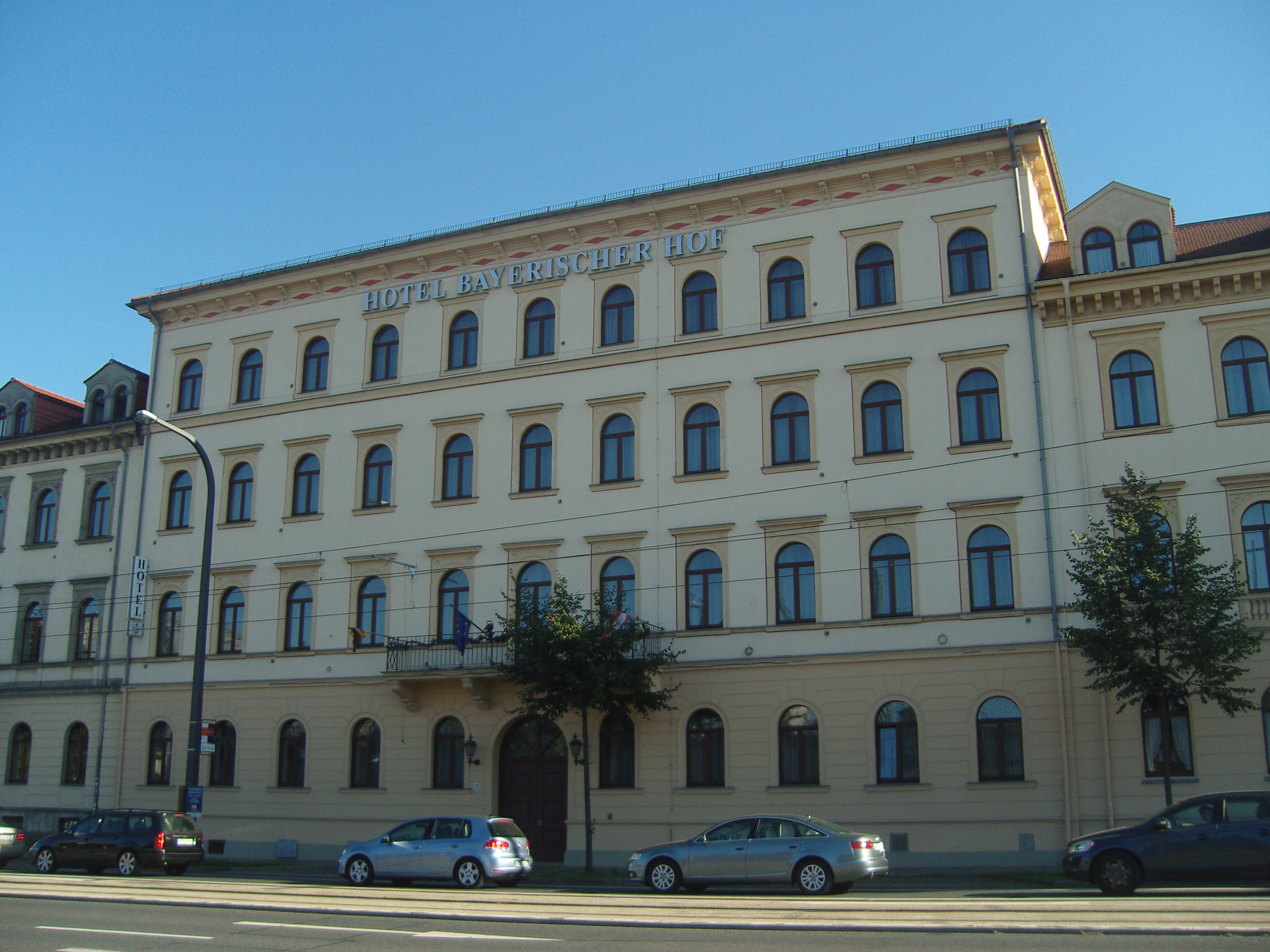
Hauptgebäude

Nach der Wiedervereinigung wurde das Haus von 1992 bis Anfang 1994 komplett saniert. Von 1994 bis 2015 führte Karl Steinhauser das Hotel.